# Ken Roczen
Ken Roczen (Apolda, 29 aprile 1994) è un pilota motociclistico tedesco.

## Palmarès
·Campione Mondiale MX2 (1): 2011
·Motocross delle Nazioni TEAM Germania (1): 2012
·Campione AMA Supercross 250 (1): 2013
·Campione AMA Motocross 450 (2): 2014, 2016

## Carriera
Dimostratosi un talento fin dalla giovanissima età, ha debuttato nel mondiale MX2 all'età di 15 anni con il team Suzuki Geboers ottenendo il quinto posto nel Campionato mondiale di motocross 2009.
L'anno seguente arriva secondo sempre guidando una Suzuki e infine nel Campionato mondiale di motocross 2011 si qualifica al primo posto con una KTM RedBull.
Nel 2011, prima dell'inizio del campionato mondiale, andò negli Stati Uniti d'America per partecipare al campionato di supercross della costa ovest dimostrando di essere all'altezza dei piloti americani. Anche nel 2012 si recò nel continente americano per allenarsi, ma si infortunò rompendosi un braccio, quindi partecipò al campionato della costa ovest chiudendo secondo e all'AMA National Lites chiudendo al quarto posto.
Per il finale di stagione venne chiamato a far parte della squadra tedesca che partecipava al Motocross delle Nazioni insieme a Maximilian Nagl e Marcus Schiffer; la gara, svoltasi a Lommel in Belgio, vide vincere per la prima volta la Germania.
Nel 2013, vince il suo primo AMA supercross negli USA nella costa ovest in sella della sua Ktm 250.
Nel 2014 passa nella massima categoria sempre in sella della KTM Red Bull vincendo all'esordio la prima gara del campionato AMA Supercross 450 terminando poi la stagione al terzo posto. Sempre nel 2014 vince il campionato AMA Motocross 450 come Rookie davanti a Ryan Dungey.
Per la stagione 2014/2015 passa dalla KTM alla SUZUKI 450 con cui rimane anche per il campionato successivo, e per la stagione 2016/2017 viene ingaggiato dal team Honda HRC, firmando un contratto di 3 anni.